# Könnern
Könnern, (indtil 1911 Cönnern), er en lille by i Salzlandkreis i den tyske delstat Sachsen-Anhalt.
Floden Saale løber forbi den byensvestlige udkant, og området ved floden hører til naturpark "Unteres Saaletal".
Den 1. januar 2003 blev følgende landsbyer og bydele: Könnern, Brucke, Garsena, Golbitz, Lebendorf, Nelben,
Könnern-Trebitz, Könnern-Trebnitz, Zellewitz og Zickeritz slået sammen til det nuværende byområde; de havde tidligere været i et forvaltningssamarbejde.
Den 1. januar 2005 blev også Beesenlaublingen (med Beesedau, Kustrena,
Mukrena, Poplitz, Zweihausen), Belleben (med Piesdorf) og Strenznaundorf indlemmet i Könnern .